# The Songs of Distant Earth (альбом)
The Songs of Distant Earth (укр. Пісні далекої Землі) — шістнадцятий студійний альбом британського музиканта Майка Олдфілда, який вийшов 21 листопада 1994 року на лейблі звукозапису WEA. 
Концептуальний альбом оснований на науково-фантастичному романі британського письменника Артура Кларка «Пісні далекої Землі». Майк Олдфілд записав його у власній студії, виконавши більшість інструментальних партій, а також створив інтерактивну програму, де можна було б подорожувати вигаданим світом. Альбом вийшов у Великій Британії, Європі, Північній Америці та Австралії. Перше видання виходило у форматі Audio CD, з інтерактивною частиною, доступною лише користувачам Macintosh, а друге — у форматі Enhanced CD, окрім пісень містивши відеокліп на пісню «Let There Be Light». 
The Songs of Distant Earth посів 24 місце в британському чарті, був розпроданий у світі накладом понад 750 тис. примірників, отримавши «золотий» статус у Великій Британії та «двічі платиновий» в Іспанії. Він вважається одним з перших музичних альбомів, що вийшли на інтерактивних компакт-дисках, та одним з кращих альбомів Олдфілда. 

## Передумови
1973 року дев'ятнадцятирічний британський музикант Майк Олдфілд випустив альбом Tubular Bells, що став першим не лише для виконавця, але й для звукозаписувальної компанії Virgin Records. Інструментальна композиція з нього потрапила до фільму жахів 1974 року «Екзорцист» і того ж року отримала «Греммі», зробивши Олдфілда всесвітньо відомим. Альбом, який спочатку не дуже добре продавався, опинився на першому місці британського хіт-параду і провів в чарті загалом понад 250 тижнів. Друга платівка Олдфілда Hergest Ridge також очолила альбомний хіт-парад Великої Британії, зробивши його одним з небагатьох виконавців (разом із The Beatles та Бобом Діланом), два різних альбоми яких поспіль знаходились на вершині UK Albums Chart.
Майк Олдфілд став зіркою світового масштабу та з 1973 по 1990 роки випустив на Virgin Records чотирнадцять студійних альбомів. Разом с тим, несподіваний успіх призвів до психологічних проблем — емоційного вигорання, відчуження та депресії, — які Майк неодноразово долав за допомогою терапевтичного втручання. Коли 1990 року спливав термін контракту Олдфілда із Virgin, він вирішив його не подовжувати: «Після сімнадцяти років стосунків з одним партнером, це було майже як кінець тюремного ув'язнення» — пізніше писав Олдфілд в автобіографії.
Після закінчення контракту з Virgin Майк Олдфілд записав продовження власної дебютної платівки Tubular Bells II. Продюсером альбому став Тревор Горн, а менеджером музиканта — Клайв Бенкс з Island Records. Фраза «Tubular Bells», що відсилала до хітового альбому 1970-х років, привернула увагу багатьох представників індустрії. Олдфілду надійшли пропозиції від найбільших звукозаписувальних компаній, серед яких Sony, Warner, Polygram, MCA і навіть EMI, яка нещодавно поглинула Virgin Records. Музикант зупинився на Warner, де працювала дружина Клайва Бенкса та найкращий друг менеджера Роб Дікінс. Контракт із Warner було підписано на три альбоми, першим з яких і став Tubular Bells II. Платівка очолила британський хіт-парад і непогано продавалася, але повторити приголомшливий успіх Tubular Bells не змогла.

## Запис альбому

### Виникнення ідеї

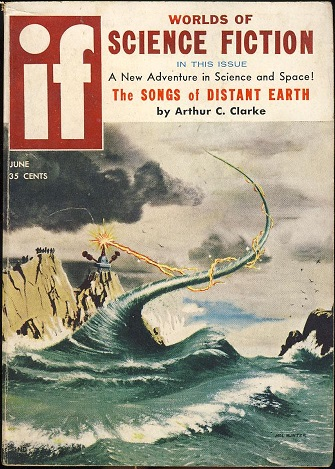
Оригінальна повість «Пісні далекої землі» вийшла в журналі If у червні 1958 року.

Роб Дікінс, який очолював британське відділення Warner, запропонував Майку Олдфілду після Tubular Bells II написати музичний альбом, надихаючись книгою англійського письменника-фантаста Артура Кларка «Пісні далекої Землі». Олдфілд спочатку скептично сприйняв ідею, бо вважав цей твір хоча й атмосферним, але далеко не найкращим у творчості Кларка, проте згодом погодився, що історія про космічну подорож на невідому планету сприятиме написанню цікавої музики. Відсилання до творчості Кларка з'являлися у творчості музиканта і раніше, зокрема, Tubular Bells II містив композиції «Sentinel» та «Sunjammer», які збігалися з назвами оповідань Кларка. Олдфілд навіть завітав до Шрі-Ланки, де обговорив ідею альбому з вісімдесятирічним письменником. Виявилося, що Кларк схвально оцінював музику до фільму «Поля смерті» 1984 року, написану Олдфілдом, тому дав згоду на початок музичного проєкту, заснованого на його романі. «Я отримав карт-бланш, і це було чудово. Артур був неймовірно корисним, але проєкт був повністю моїм» — згадував Олдфілд.

### Запис пісень
Робота над альбомом розпочалася в червні 1993 року. Запис проходив у власній студії Майка Олдфілда Roughwood Croft, розташованій у колишній возівні в селі Чалфонт-Сент-Джайлс, Бакінгемшир, Англія. Високотехнологічну студію побудували навколо цифрової консолі Neve Capricorn та 48-канального цифрового рекордера Sony PCM 3348, поєднуючи запис на плівку та на жорсткий диск. Композитор використовував музичний секвенсер Logic Audio виробництва Emagic та звукове обладнання Pro Tools від Digidesign. Гітарні партії виконували на Fender Stratocaster, на якій Олдфілд грав пальцями, а не за допомогою медіатора, та записували через директ-бокс із використанням гітарного процесора Roland GP8. Основним синтезатором, який можна почути на альбомі, був Roland JD-800. Серед ефектів, які використовувалися при запису, ревербератор та пітчшифтер TC M5000, гармонайзер Eventide 400 та ревербератор Lexicon.
Більшу частину інструментальних партій Майк Олдфілд записав самостійно. Серед запрошених музикантів було декілька вокалістів (хлопчик із голосом сопрано та два хори григоріанського співу) та перкусіоніст, що грав на таблі. У вихідних даних альбому вказано і 15-річну доньку Олдфілда Моллі, але як зізнався музикант, вона лише натискала кнопку відтворення семплу та давала поради щодо музичних ефектів. Зразки народної музики було взято зі стокових наборів із музикою Полінезії та Лапландії. Серед інших джерел семплів для композицій були компакт-диски Datafile від компанії Zero-G, а також зразки, які Олдфілд отримав від знайомих або запозичив з саундтреків до фільмів. Кінцевий результат, на думку музиканта, вийшов більш ембієнтним і атмосферним, ніж його попередні альбоми, тому його краще було слухати на фоні, ніж увімкнувши динаміки на повну гучність. Разом з тим, виробництво The Songs of Distant Earth та намагання «описати невимовне» були значно важчими, ніж створення звичайного рок- чи фолкальбому.

### Створення мультимедіа
Роман Артура Кларка надихнув Майка Олдфілда на створення інтерактивного компакт-диску, як окремої форми мистецтва. Музикант багато років захоплювався комп'ютерною графікою і мав робочу станцію Silicon Graphics, яка дозволяла створювати тривимірне зображення. Надихаючись комп'ютерною грою Myst, на початку 1994 року Олдфілд розпочав роботу над інтерактивним відео, яке дозволило б не лише слухати музику з альбому, а подорожувати вигаданим всесвітом. Створення мультимедійного контенту відбувалося одночасно із написанням пісень. Олдфілд пояснював: «Те, що ви бачите — це візуалізація мого креативного процесу. Це те, що я бачу у своїй голові під час написання пісень». Допомагали Олдфілду два дизайнери з Лондона, які створювали текстури для тривимірних зображень. 
Робота над інтерактивним компакт-диском тривала п'ять місяців. Запис альбому та створення мультимедійного контенту було закінчено в червні 1994 року, «трохи у поспіху», як пізніше зізнався Олдфілд.

### Учасники запису
| - Майк Олдфілд — композитор, продюсер, звукоінженер, електрогітари, синтезатори, семплер - Грегг Джекман — помічник звукоінженера - Стів Макміллан — помічник звукоінженера - Том Ньюман — помічник звукоінженера - Річард Беррі — технічний інженер - Ерік Кадукс — додаткове програмування - Марк Резерфорд — додаткові ритми - Джон Гослінг (Sugar 'J') — додаткові ритми | - Моллі Олдфілд — клавішні - Пандіт Дінеш — табла - Корі Джосіас — вокал - Елла Харпер — вокал - Девід Ніклесс — вокал - Роум — вокал - члени Verulam Consort — вокал - гурт The Tallis Scholars — вокал |

## Зміст альбому

### Музика та тексти
Концептуальний альбом складається із 17 композицій, які є вільною інтерпретацією твору Артура Кларка. Майбутнє, яке Олдфілд відобразив у своїй музиці, мало бути не високотехнологічним, а «спокійним та теплим», зосередженим на духовному розвитку людства. Звучання альбому є переважно інструментальним, із невеликими вкрапленнями вокальних семплів, хорових вставок та полінезійських співів. Щоб відтворити позаземну атмосферу, на ньому немає музичних інструментів, таких як акустичні гітари, що асоціювалися б із Землею. Разом з тим, платівка має потужну ритмічну основу, притаманну клубній музиці.
Альбом розпочинається з композиції «In the Beginning», в якій можна почути фрагменти запису телевізійної трансляції читання книги Буття екіпажем Аполлона-8, що відбулася 24 грудня 1968 року. Другий трек «Let There Be Light» побудований навколо семплу відповідної фрази астронавта Вільяма Андерса з тієї ж трансляції. Композиція «Supernova» містить звуковий ефект вибуху, взятий Майком Олдфілдом зі стокового аудіонабору; музикант вперше почув його в телесеріалі «Зоряний шлях: Оригінальний телесеріал», який переглядав у студії. Трек «Magellan», який відсилає не до відомого мореплавця, а до назви космічного корабля з твору Артура Кларка, містить фрагмент пісні «When the Levee Breaks» у виконанні Led Zeppelin. Композиція «Only Time Will Tell» має ще одне запозичення з телепрограми, голос з епізоду науково-фантастичного серіалу 1965 року «Загублені у космосі». Наступна «Prayer for the Earth» взята із норвезького фільму 1987 року Ofelaš: Олдфілд додав до музичної теми з титрів фільму, співів народу саами у виконанні Нільса-Аслака Валкеапяя, власні партії перкусії та гітари. Трек «The Chamber» містить семпл із голосом російського астронавта, а «Tubular World» — фразу «Enter» зі стокової аудіоколекції Zero-G. У композиції «Crystal Clear» звучить зворотний відлік із касети терапевта Майкла Джозефа для самогіпнозу. Завершує альбом пісня «A New Beginning», фрагмент запису «Vahine Taihara» полінезійського хору Tubuai Choir.
Три композиції, записані протягом студійних сесій — «The Spectral Army», «The Song of the Boat Man» та «Indian Lake» — не увійшли до The Songs of Distant Earth, але були опубліковані як бі-сайди до синглів з альбому. Також Майк Олдфілд використав матеріал The Songs of Distant Earth, створивши музичну тему «Tomorrow's World» для однойменного британського телевізійного шоу, але продюсери телепрограми не дійшли згоди щодо її використання.

### Інтерактивний компакт-диск
Сюжет інтерактивної частини альбому полягав у подорожі космічним кораблем, дизайн якого створив Олдфілд. Літаючи по величезному місту майбутнього, можна було дістатися кімнати диспетчера у високій вежі та розв'язати музичну головоломку. В результаті можна було отримати доступ до чотирьох відеофрагментів із музикою Олдфілда, на одному з яких музикант грав на стіці Чепмена. Також можна було потрапити до камери гібернації та поспілкуватися з астронавтом, якого зіграв сам Олдфілд.

### Список композицій
| #     | Назва                  | Переклад назви     | Тривалість |
| ----- | ---------------------- | ------------------ | ---------- |
| 1.    | «In the Beginning»     | На початку         | 1:24       |
| 2.    | «Let There Be Light»   | Хай буде світло    | 4:52       |
| 3.    | «Supernova»            | Супернова          | 3:29       |
| 4.    | «Magellan»             | Магеллан           | 4:41       |
| 5.    | «First Landing»        | Перша посадка      | 1:16       |
| 6.    | «Oceania»              | Океанія            | 3:27       |
| 7.    | «Only Time Will Tell»  | Тільки час покаже  | 4:19       |
| 8.    | «Prayer for the Earth» | Молитва за Землю   | 2:10       |
| 9.    | «Lament for Atlantis»  | Плач за Атлантидою | 2:44       |
| 10.   | «The Chamber»          | Приміщення         | 1:49       |
| 11.   | «Hibernaculum»         | Гібернакулум       | 3:32       |
| 12.   | «Tubular World»        | Трубчатий світ     | 3:23       |
| 13.   | «The Shining Ones»     | Сяючі              | 2:59       |
| 14.   | «Crystal Clear»        | Кришталево чистий  | 5:42       |
| 15.   | «The Sunken Forest»    | Затонулий ліс      | 2:39       |
| 16.   | «Ascension»            | Вознесіння         | 5:48       |
| 17.   | «A New Beginning»      | Новий початок      | 1:33       |
| 55:47 |                        |                    |            |

## Вихід альбому

### Просування

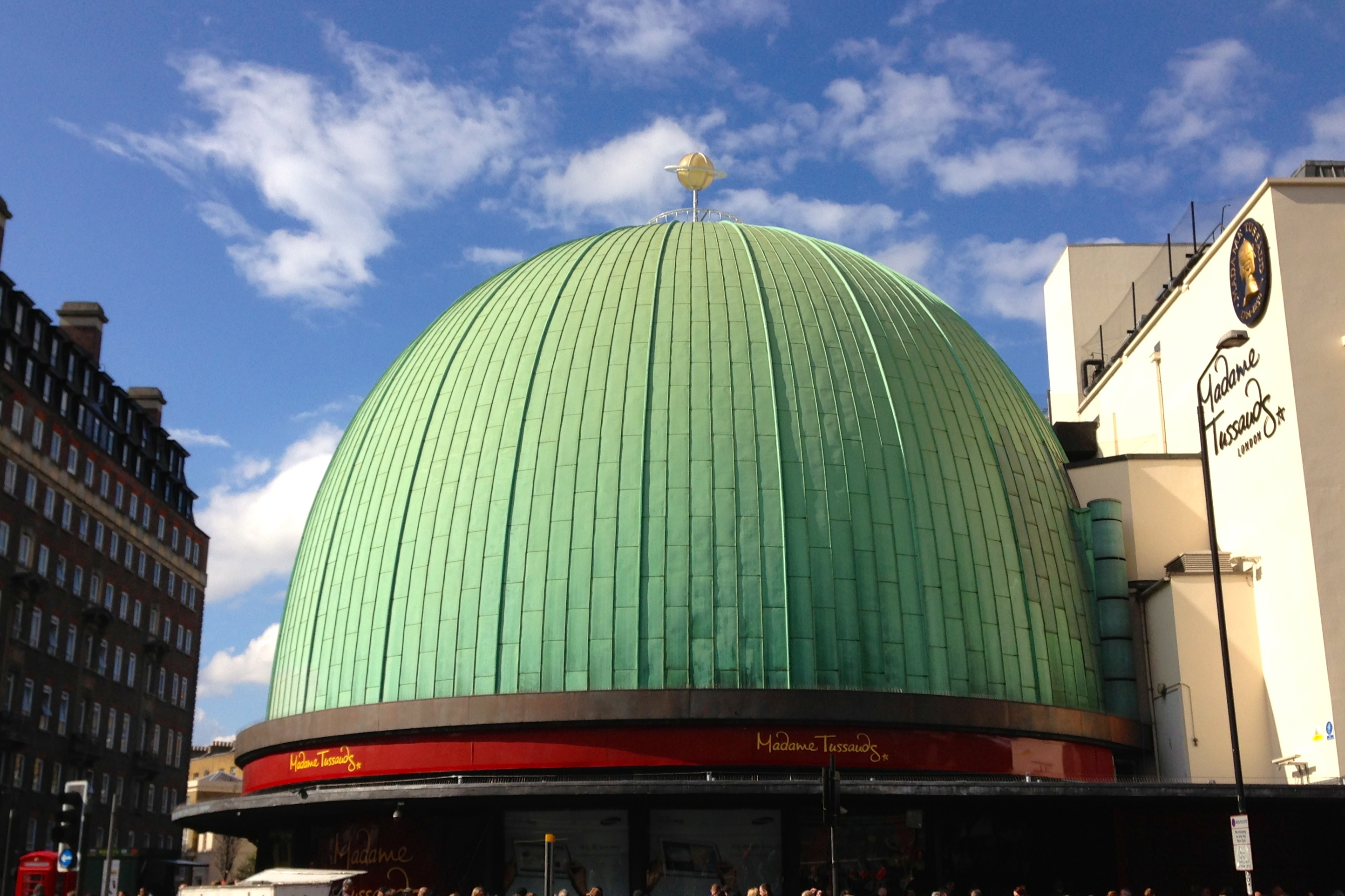
Презентація альбому відбулася в Лондонському планетарії

На підтримку альбому лейбл WEA провів потужну маркетингову кампанію. Акцент було зроблено на наявності додаткового мультимедійного контенту, який не вплинув на ціну компакт-дисків, але повніше використовував їхні можливості та наявне місце. Анонсувавши вихід альбому, в часописі Billboard його називали «найбільш резонансним злиттям традиційних альбомів і нового світу компакт-дисків». Окрім музичних магазинів, альбом рекламувався в комп'ютерних магазинах та на мультимедійних панелях, де відтворювалися демоверсії інтерактивного контенту та фрагменти відеокліпів. Додаткову аудиторію намагалися залучити, привернувши увагу фанатів наукової фантастики до літературного походження альбому та його першоджерела — роману Артура Кларка.
Декілька промозаписів із новими піснями Олдфілда пізніше стали вважатися раритетними. Так, у Швеції було видано семплер, який містив лише п'ять пісень — «The Chamber», «Hibernaculum», «The Sunken Forest», «Ascension» та «A New Beginning», — який вийшов у незвичній прямокутній паперовій папці, із компакт-диском та додатковою текстовою інформацією про реліз. На презентації альбому його примірники, виготовлені обмеженим накладом, роздавали у спеціальній металевій банці, де компакт-диск кріпився за допомогою трьох металевих заламінованих камінців В Нідерландах також вийшла промокасета Highlights From the Album The Songs of Distant Earth, яка містила 13-хвилинне попурі пісень з нового альбому.
Презентація альбому відбулася в Лондонському планетарії. Було запрошено близько трьохсот гостей, серед яких журналісти, представники фан-клубу музиканта «Dark Star» та інші відомі особистості, зокрема комік Девід Беддіел. Відвідувачі сиділи у залі планетарію на стільцях під нахилом, а музика з альбому супроводжувалася зображеннями та відео, яке показували на стелі на висоті 18 метрів.

### Продажі та сертифікації альбому
Альбом вийшов 21 листопада 1994 року на лейблі WEA. Він розповсюджувався у двох форматах: як звичайний аудіо-CD (у Великій Британії, США, Канаді та Австралії) та як компакт-диск з інтерактивним контентом, що можна відкрити лише на комп'ютерах Macintosh (лише у Великій Британії); також були видання на магнітофонних касетах або грамофонних платівках. Анотацію до альбому написав сам Артур Кларк, зауваживши: «Я був у захваті, коли Майк Олдфілд сказав мені, що він хотів би створити сюїту на основі „Пісень далекої Землі“… і тепер, прослуховуючи альбом, я відчуваю, що він виправдав мої сподівання». Альбом посів 24 місце в чарті альбомів Великої Британії, та провів у ньому 9 тижнів. 1995 року на WEA та Reprise Records вийшло перевидання The Songs of Distant Earth у форматі Enhanced CD, яке мало альтернативну обкладинку та додатково містило музичне відео «Let There Be Light».

Попри сподівання Олдфілда, продажі були не дуже високими. «Я не знаю чому, бо вони [лейбл] дуже старанно працювали над його просуванням. Це просто одна з тих речей, які ви ніколи не можете пояснити: я думав, що альбом вийшов дійсно добрим, але він просто не так добре продавався. Це якась загадка» — згадував музикант. 1 жовтня 1995 року альбом отримав золотий сертифікат від Британської асоціації виробників фонограм. За даними Billboard, в лютому 1996 року у всьому світі було продано понад 750 000 примірників платівки. 
| Регіон                                             | Сертифікація  | Продажі  |
| -------------------------------------------------- | ------------- | -------- |
| Іспанія (PROMUSICAE)                               | 2× Платиновий | 200 000^ |
| Велика Британія (BPI)                              | Золотий       | 100 000^ |
| Підсумки                                           |               |          |
| Worldwide                                          | —             | 750,000  |
| ^відвантаження, що базуються лише на сертифікаціях |               |          |

### Сингли та відеокліп
5 грудня 1994 року на лейблі WEA у Великій Британії та Європі вийшов перший сингл з альбому, композиція «Hibernaculum». Бі-сайдами до нього на одному з видань були композиції «The Spectral Army» та «The Song of the Boat Men», на іншому — ремікси на композицію «Moonshine» з попереднього альбому Tubular Bells II. 21 серпня 1995 року на лейблах WEA та Reprise Records у Великій Британії, Європі та Північній Америці вийшов другий сингл Let There Be Light. На стороні Б він містив або невидану композицію «Indian Lake», або набір реміксів на «Let There Be Light». Сингли потрапили до британського чарту, посівши в ньому 47 та 51 місце, та затримавшись на 2 та 4 тижні відповідно.
На композицію «Let There Be Light» було знято відеокліп. Його режисер Говард Грінхол був знаним завдяки створенню новаторських відео із використанням комп'ютерної анімації, та отримав нагороду MTV за найкраще рок-відео на пісню Soundgarden «Black Hole Sun». «Let There Be Light» також містить багато фантастичних відеоефектів, поєднаних із кадрами, відзнятими в Маямі. «Кінцевий результат виглядає неземним, дивнішим, ніж наукова фантастика.» — було зазначено в пресрелізі альбому.

### Концертний тур

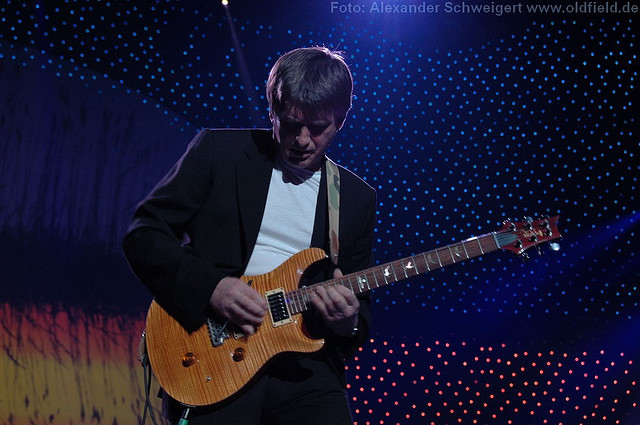
Майк Олдфілд (2006 рік)

На відміну від попереднього альбому Tubular Bells II, вихід The Songs of Distant Earth не супроводжувався концертними виступами Олдфілда. В інтерв'ю 1995 року музикант зізнавався, що турне йому наскучили: «Концерт в Единбурзі [прем'єра Tubular Bells II] був фантастичним, і кілька після нього були чудовими, але робити те саме щовечора призводило до втрати елементу непередбачуваності, який я хотів зберегти». Він також наголошував, що концертні тури вимагають великої кількості людей, а грати під «мінусівку» було б не дуже чесно. Натомість Олдфілд розмірковував щодо інших форматів, накшталт інтерактивного виступу, де глядачі могли б колективно керувати ходом виступу за допомогою маленького пристрою із кнопками.
Олдфілд повернувся до концертних виступів лише 1998 року, презентувавши наживо свій новий альбом Tubular Bells III. 1999 року пройшов його масштабний концертний тур Live Then & Now '99, на якому музикант грав пісні з The Songs of Distant Earth, зокрема «In The Beginning», «Let There Be Light», «Supernova» та «Crystal Clear».

## Критичні відгуки
В журналі Billboard альбом назвали «концептуальним інструментальним опусом», відзначивши, що Майк Олдфілд власноруч зіграв на більшості музичних інструментів. На думку Пола Верна, попри певну сентиментальність, альбом відзначався характерними для Олдфілда «героїчними мелодіями» та гітарною грою найвищого гатунку. У розважальному журналі Entertainment Weekly альбом привернув увагу як один з представників формату Enhanced CD. Редактори відзначили, що зміст альбому не розчарує прихильників завдяки поєднанню європейського артроку, фолкмузики та ембієнтного звучання, але назвали вимогу вгадати пароль в інтерактивній грі «тривіальним снобізмом».
В музичному каталозі AllMusic The Songs of Distant Earth отримав невисоку оцінку — дві зірки з п‘яти. Майк Дегань зауважив, що «синтезований артистизм Олдфілда так і не проявляється протягом 17 треків, головним чином через переривчасті розмови та непотрібну лексику, яка швидко стає набридливою та неефективною». Оглядач зауважив, що на відміну від інших робіт Олдфілда, цій бракувало різноманітності стилів та змін темпу, через що композиції здавалися пласкими та сірими. «Натхненний Артуром Кларком, Олдфілд намагається передати дивовижу та таємничість зірок і моря за допомогою синтезатора, але його спроба поєднати обидві теми могла б виграти від безлічі інших інструментів, як це зазвичай відбувається в його роботах» — резюмував Дегань.

## Історичне значення
2023 року на сайті радіопрограми Echoes, яку вів автор журналів Billboard та Pulse Джон Діліберто, склали список з десяти головних альбомів Майка Олдфілда, присвячений 50-річчю виходу його дебютної платівки Tubular Bells. The Songs of Distant Earth посів у списку третє місце, поступившись лише альбомам Incantations (1978) та Ommadawn (1975). На думку редакції, звучання альбому й у 2023 році не було застарілим, на відміну від інших робіт Олдфілда вісімдесятих років. Серед найкращих пісень The Songs of Distant Earth назвали «In The Beginning», яка містила характерні риси звучання Олдфілда («зациклені ритми, хорові співи й екстатичну гітару»), та «Lament of Atlantis» із симфонічними елементами. Однією з відмінностей платівки було вказано порівняно малий вплив фолкмузики та кельтської музики: «Натомість Олдфілд вирушив у ширший простір, уникаючи науково-фантастичних кліше та продовжуючи глибокий пошук сенсу життя та людства».
Альбом вважається одним із перших релізів на компакт-дисках, який містив інтерактивну частину, а його перевидання — одним із перших музичних альбомів у форматі Enhanced CD. Платівка неодноразово згадувалася в наукових роботах, як приклад поєднання музики та астрономії, музики та наукової фантастики, а також як зразок використання біблейських текстів в сучасній культурі.